# 纪尧姆·德·诺加雷
纪尧姆·德·诺加雷（法語：Guillaume de Nogaret，1260年？月？日—1313年4月13日），是法国政治家，腓力四世的总理大臣、掌玺大臣，与斯恰拉·科隆纳带兵攻击教宗博義八世。